# Шатная, Екатерина Владимировна
Екатерина Владимировна Шатная (род. 21 февраля 1979, Алма-Ата) — профессиональная казахстанская триатлонистка. Участница летних Олимпийских игр в Афинах. Мастер спорта международного класса Республики Казахстан.

## Биография
В спортивной школе занималась плаванием. В институте училась на кафедре плавания. С семнадцати лет начали посещать секции легкой атлетики, бегала на длинные дистанции и марафоны. Стала чемпионкой страны. Принимала участие в двух чемпионатах мира по полумарафону в 2001 году в английском Бристоле, заняв 68 место, а через год в Брюсселе - 60 место. В 2012 показала 20-й результат среди женщин на Амстердамском марафоне (общее 884 место с результатом 3:12:47). Четыре раза была призером Алматинского марафона (2013—2016).
В триатлон пришла в 2000 году по рекомендации чемпиона мира Дмитрия Гаага. Через два года начала выступать на международной арене: на чемпионате Азии в Китае заняла 9-е место, на этапе Кубка Европы в турецкой Алании - 6-е. В течение 2003-2004 годов пять раз входила в тридцатку сильнейших на этапах Кубка мира, стала победительницей Панамериканского кубка в Колумбии. В рейтинге лучших триатлонисток мира вышла на 47-ю позицию и получила олимпийскую лицензию. Турнир на летних Олимпийских играх 2004 в Афинах завершила на 41-м месте с результатом 2:19:26,75. Во внутренних соревнованиях длительное время занимает лидирующую позицию. В частности, стала победительницей открытого чемпионата Казахстана 2016 года в спринте.
На соревновании «Ironman» в Китае квалифицировалась на чемпионат мира в Кайлуа-Кони. Сложную трассу преодолела в октябре 2018 за 11:59:01 (64 место в своей возрастной категории). На этом турнире из Казахстана также выступали олимпийский чемпион Александр Винокуров и Нагима Керимбаева. В октябре 2019 году стала чемпионкой «Ironman Barcelona 2019». Трассу в Испании преодолела за 9 часов 42 минуты. Лучше результаты среди казахских «железных людей» имеют только двое мужчин: Александр Виноградов и Павел Артюшенко.

## Статистика
Статистика виступлений на чемпионатах мира по бегу:
| Дата       | Название турнира | Локация  | Место | Время   | Примечание                              |
| ---------- | ---------------- | -------- | ----- | ------- | --------------------------------------- |
| 07.10.2001 | Чемпионат мира   | Бристоль | 68    | 1:23:48 | полумарафон (20 км)                     |
| 05.05.2002 | Чемпионат мира   | Брюссель | 60    | 1:18:59 | полумарафон (20 км)                     |
| 29.03.2003 | Чемпионат мира   | Лозанна  | 59    | 0:31:58 | бег по пересеченной местности (7,92 км) |

Статистика выступлений на главных турнирах мирового триатлона:
| Дата       | Название турнира | Локация     | Место | Время    | Примечания |
| ---------- | ---------------- | ----------- | ----- | -------- | ---------- |
| 2003       | Кубок мира       | Тхонъён     | 27    | 02:04:24 |            |
|            | Кубок мира       | Гамагори    | 24    | 02:03:13 |            |
|            | Кубок мира       | Ницца       | DNF   | —        |            |
| 2004       | Кубок мира       | Исигаки     | 20    | 02:04:24 |            |
|            | Кубок мира       | Масатлан    | 14    | 02:03:32 |            |
|            | Чемпионат мира   | Фуншал      | 53    | 02:03:08 |            |
|            | Кубок мира       | Тисауйварош | 22    | 02:00:05 |            |
| 25.08.2004 | Олимпийские игры | Афины       | 41    | 02:19:26 | [ 10 ]     |
| 2006       | Кубок мира       | Пекин       | 55    | 02:20:07 |            |
| 2007       | Кубок мира       | Солфорд     | DNF   | —        |            |
|            | Чемпионат мира   | Гамбург     | 58    | 02:05:16 |            |
|            | Кубок мира       | Пекин       | 56    | 02:09:41 |            |
|            | Кубок мира       | Родос       | DNF   | —        |            |
| 2008       | Кубок мира       | Де-Мойн     | 28    |          |            |

Лучшие выступления на континентальных соревнованиях:
| Дата | Название турнира         | Локация    | Место | Время    | Примечания         |
| ---- | ------------------------ | ---------- | ----- | -------- | ------------------ |
| 2002 | Чемпионат Азии           | Сюйчжоу    | 9     | 2:15:19  |                    |
| 2003 | Кубок Азии               | Субик      | 3     | 02:12:44 |                    |
|      | Кубок Азии               | Бурабай    | 3     | 02:10:19 |                    |
| 2004 | Чемпионат Азии           | Субик      | 6     | 02:10:40 |                    |
|      | Кубок Азии               | Бурабай    | 3     | 02:06:29 |                    |
| 2006 | Кубок Азии               | Бурабай    | 1     | 02:16:01 |                    |
|      | Чемпионат Азии           | Цзяюйгуань | 11    | 02:11:11 |                    |
| 2007 | Кубок Азии               | Бурабай    | 1     | 02:08:00 |                    |
| 2008 | Чемпионат Азии (дуатлон) | Таиланд    | 3     | 02:17:51 |                    |
|      | Кубок Азии               | Бурабай    | 2     | 02:15:19 | 1м: Ю. Елистратова |
| 2010 | Кубок Азии               | Кокшетау   | 1     | 02:13:46 |                    |
| 2012 | Кубок Азии               | Бурабай    | 3     | 02:19:02 |                    |
|      | Кубок Азии               | Кокшетау   | 2     | 01:57:57 |                    |

Статистика виступів на змаганнях «Ironman» (плавание — 3,8 км, велосипед — 180 км, бег — 42,195 км):
| Дата | Название турнира             | Локация     | Место | Время    | Примечания              |
| ---- | ---------------------------- | ----------- | ----- | -------- | ----------------------- |
| 2018 | «Ironman World Championship» | Кайлуа-Кона | 64    | 11:59:01 | возрастная группа 35-39 |
| 2019 | «Ironman Barcelona»          | Барселона   | 1     | 9:42:25  | возрастная группа 40-45 |